# Enric Folch

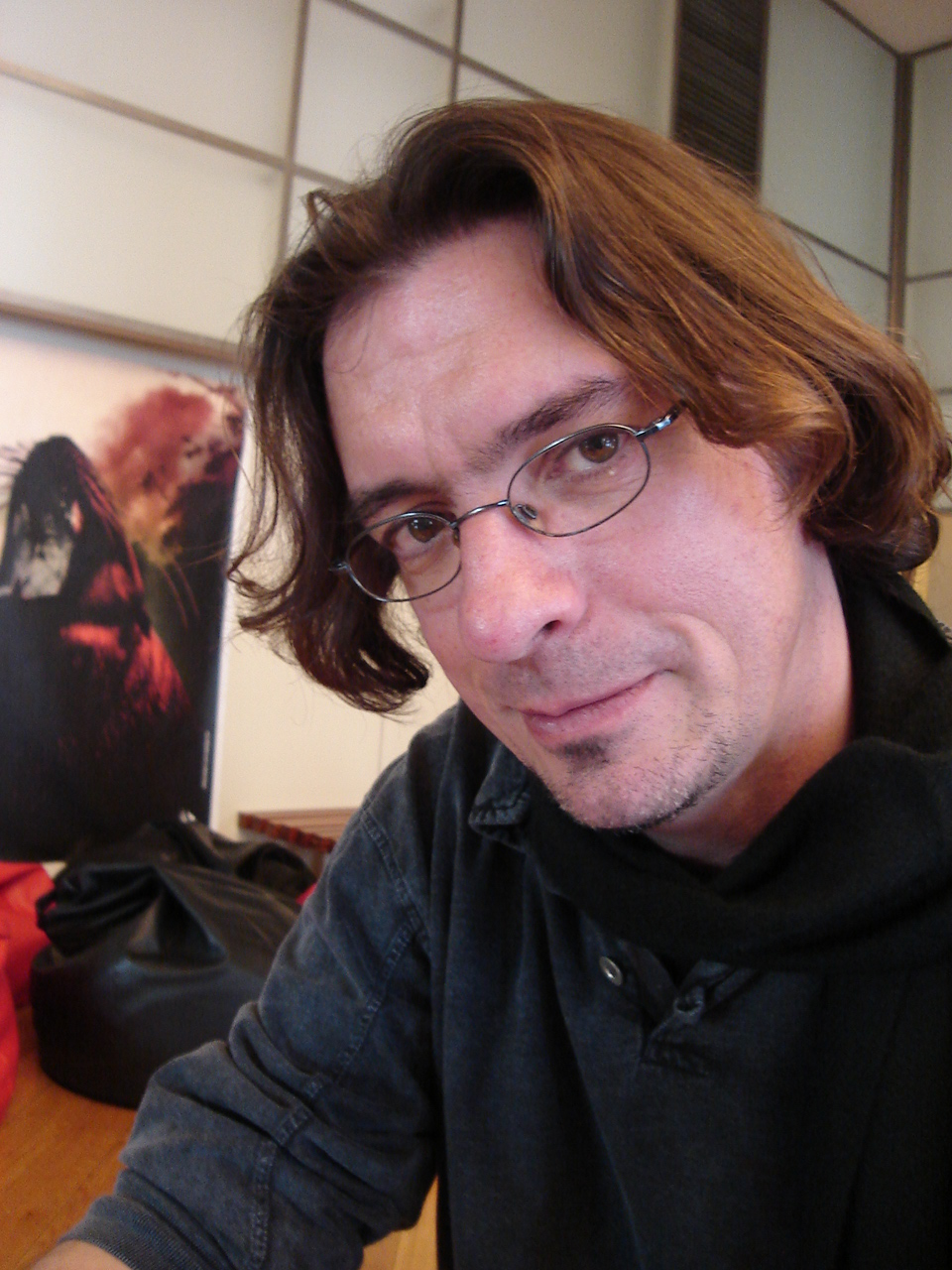
Enric Folch en el festival de cine fantástico de Oporto (Fantasporto), marzo de 2008

Enric Folch (Vilasar de Dalt, Barcelona, 9 de abril de 1964) es un guionista y director de cine español.

## Filmografía
Cine
- Presuntos implicados (2007)
- Tempus fugit (2003)
- Cabell d’àngel (2001)
- Dos mujeres (1998)

Televisión
- Doctor Mateo (2009 - 2011)